# Timidina

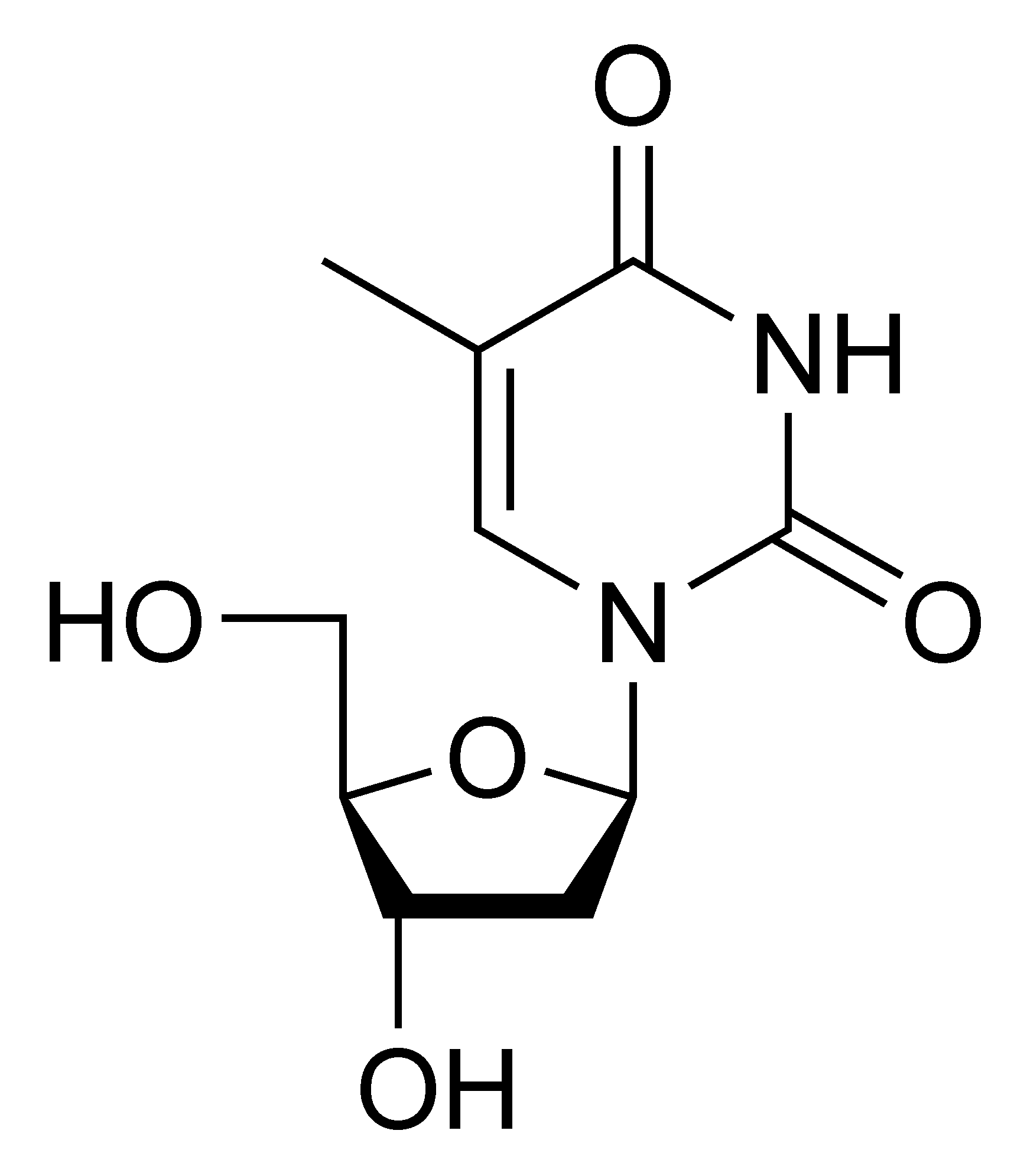
Estructura química de la timidina.

La timidina es un nucleósido formado cuando la base nitrogenada timina se enlaza a un anillo de desoxirribosa mediante un enlace glucosídico β-N3.

## Estructura y propiedades
En su composición, la timidina consiste en un anillo de desoxirribosa (una pentosa) unido a la base pirimidínica timina.
La timidina puede ser fosforilada por uno, dos o tres grupos fosfato, obteniéndose respectivamente TMP, TDP o TTP (timidin monofosfato, difosfato o trifosfato).  
Existe en forma sólida en forma de pequeños cristales blancos o polvo blanco cristalino. Su peso molecular es de 242.229 u, y presenta un punto de fusión de 185 °C. La estabilidad de la timidina en condiciones estándar de presión y temperatura es muy alta.
La timidina está presente en todos los organismos vivos, así como en virus de ADN. El ARN no tiene timidina, sino que presenta en su lugar el nucleósido uridina.
- Datos: Q422464
- Multimedia: Deoxythymidine / Q422464